# Run-D.M.C.
Run-D.M.C. – amerykański zespół hip-hopowy powstały w 1981 roku w Nowym Jorku. W 2009 roku jako druga grupa hip-hopowa została włączona w poczet Rock and Roll Hall of Fame.

## Historia grupy

Logo grupy

Trzech afroamerykańskich przyjaciół założyło grupę zaraz po ukończeniu katolickiej szkoły średniej St Pascal, gdzie Run i D.M.C. poznali Jam Master Jaya.
Wydany w 1983 roku pierwszy singel tria It’s Like That/ Sucker M.C.'s był zupełnie niepodobny do muzyki rap nagrywanej w tym czasie. Singel został okrzyknięty pierwszym nagraniem „nowej szkoły” hip-hop. Jego oryginalność polegała nie tylko na użyciu mocnych bębnów i śmiałości tekstu, ale również na niespotykanej dotąd technice rymowania: Run kończył linijki zaczynane przez D.M.C. i na odwrót.
Gdy w 1985 roku ukazał się drugi album grupy pt. King of Rock, grupa stała się najbardziej znanym i wpływowym zespołem hip-hopowym w Ameryce. Jak sam tytuł albumu wskazuje, w utworach słychać ciężkie rockowe gitary. Następną płytę, „Raising Hell”, poprzedził singel „Walk This Way” – cover utworu Aerosmith. Członkowie Aerosmith, Steven Tyler i Joe Perry wzięli udział w nagraniu, a piosenka stała się największym hitem Run-D.M.C., nie tylko wśród fanów hip-hopu, ale również wśród miłośników rocka.
Jam Master Jay został zastrzelony 30 października 2002, Run jest obecnie pastorem.

## Skład
- Joseph Simmons (Run)
- Darryl McDaniels (D.M.C.)
- Jason Mizell (Jam Master Jay) (zmarł)

## Dyskografia

### Albumy
- Run-D.M.C. (1984)
- King of Rock (1985)
- Raising Hell (1986)
- Tougher Than Leather (1988)
- Back from Hell (1990)
- Down with the King (1993)
- Crown Royal (2001)

### Kompilacje
- Together Forever: Greatest Hits 1983–1991 (1991)
- High Profile: The Original Rhymes (2002)
- Greatest Hits (2002)
- The Best of Run-D.M.C. (2003)
- Ultimate Run-D.M.C. (2003)
- Artist Collection: Run-D.M.C. (2004)
- Live at Montreux 2001 (2007)